# Bifobia
Bifobia é um termo usado para descrever ideias, atitudes ou sentimentos negativos, preconceituosos ou discriminatórios contra a bissexualidade, pessoas com tal orientação ou comportamento sexual, ou aquelas percebidas como tal. Bifóbico é a forma adjetiva deste termo usado para descrever as qualidades dessas características.
A bifobia não precisa incluir ou excluir a homofobia, por existir formas de discriminação e preconceito que são específicas à bissexualidade.

## Estereótipos bissexuais
Os estereótipos bissexuais incluem, mas não são limitados a: promiscuidade, poligamia, viver trocando de parceiros, ou ser "confuso" ou "ganancioso" ou "pervertido". Em alguns casos, os bissexuais são acusados de trazer infeções sexualmente transmissíveis à população heterossexual ou homossexual. Um estereótipo relacionado é aquele no qual se supõe que uma pessoa bissexual está disposta a ter relações sexuais com qualquer um. Este estereótipo leva à atenção não desejada de uma natureza sexual dirigida às mulheres bissexuais, e muitas vezes estereotipando homens bissexuais com andarem com riscos de VIH.
Outro estereótipo bissexual considerado equivocado é a ilusão de que a bissexualidade está relacionada somente aos dois gêneros binários. No Manifesto Bissexual, escrito em 1990 diz: "Bissexualidade é um todo, identidade fluída. Não assuma que a bissexualidade é naturalmente binária ou poligâmica: que nós temos “dois” lados ou que nós precisamos estar envolvidos simultaneamente com dois gêneros para sermos seres humanos completos. De fato, não assuma que existem apenas dois gêneros". Portanto, a partir disso podemos concluir que a bissexualidade é a atração independente do gênero, tendo a mesma definição de Pansexualidade, tendo como única diferença as histórias de ambas.
Muitas vezes, contudo, os indivíduos bifóbicos acrescentarão mais estereótipos baseados na homofobia, muitas vezes pensando que indivíduos bissexuais são homossexuais, lésbicas ou gays, não conformados. As pessoas homossexuais também às vezes percepcionam bissexuais como mantenedores de privilégio e colaboradores contra a homofobia simultaneamente ajudando-se de oportunidades nas comunidades LGBT. Alguns consideram a crença que a pessoa é heterossexual ou homossexual, e assim que bissexualidade não existe realmente, algo bifóbico.
Um estudo de 2002 disse que uma amostra de homens que auto se identificam como bissexuais não responderam igualmente ao material pornográfico que implica só homens, e à pornografia que implica só mulheres, mas em vez disso mostrou a quatro vezes mais excitação a um do que o outro. Contudo, bissexualidade não contém a atração igual em direção a cada gênero. Além do mais, os oponentes afirmam que a excitação genital ao material pornográfico homossexual não é um bom indicador da orientação. Eles também indicam que o estudo mostrou que um terço dos homens não tiveram nenhuma excitação, e perguntar por que disso não significa que um terço de homens é realmente assexual. Os estudo e artigo que reportou no The New York Times em 2005, foram posteriormente criticados como sem nexo e bifóbico. Lynn Conway criticou o autor do estudo, J. Michael Bailey, citando a sua história controvertida, e indicando que o estudo não foi cientificamente repetido e confirmado por qualquer pesquisador independente.
De modo inverso, há uma escola de pensamento que diz que "todas as pessoas são bissexuais." Um motivo comum de atitudes negativas em direção a bissexualidade pode ser o medo de homens e mulheres heterossexuais que os seus maridos ou namorados (no caso dos homens) ou suas esposas ou namoradas (no caso das mulheres) possam se divorciar, romper trair elas por relações homossexuais. Os mesmos medos também existem entre os homens gays e as mulheres lésbicas, de os seus maridos ou namorados (no caso dos homens) ou esposas ou namoradas (no caso das mulheres) de perder os seus parceiros ou parceiras por uma relação heterossexual. O homem heterossexual é visto como ter uma vantagem sistêmica injusta tanto devido ao sexismo como devido a homofobia. As pessoas bissexuais também podem ser o objetivo da homofobia daqueles que consideram só a heterossexualidade apropriada.